# Aerarier
Als Aerarier bezeichnet man in der Antike (entsprechend zu Aerarium) eine nicht näher bekannte Klasse von Bürgern während der Epoche der Römischen Republik, die den Angaben nach eine höhere Steuerbelastung vermuten lassen.
Die Censoren konnten jeden Bürger zum Aerarier machen und ihn somit mit einer „Strafsteuer“ belegen.